# Медеу (спорткомплекс)
Меде́у, також Меде́о (каз. Медеу — надія; підтримка; опора) — високогірний спортивний комплекс, розташований у високогірному урочищі Медеу на висоті 1691 метрів над рівнем моря, поблизу Алмати. Пам'ятка архітектури республіканського значення (з 1978), комунальна власність Алмати (2000). Стадіон названий на честь Медеу Пусирманули (1850—1908), власника пасовищ Заілійського Алатау.
Медеу є найбільшим у світі високогірним спортивним комплексом для зимових видів спорту. Площа штучного льодового поля — 10,5 тисяч квадратних метрів. Товщина льодового покриття на ковзанці становить 2,3 метри і складається з понад 20 найменувань будівельних матеріалів. У поверхню льоду вбудовані залізобетонні пластини, в яких розподілено 170 км охолоджувальних труб. Ця система заморожування льоду не має аналогів у світі і дозволяє підтримувати в робочому стані льодову поверхню ковзанки упродовж восьми місяців на рік.

## Фізико-географічні особливості
На сьогодні Медеу є найвисокогірнішим спортивним комплексом в світі для зимових видів спорту з найбільшою площею штучної ковзанки. Високогір'я і льодовикова вода з гірських джерел, що використовується для заливки льоду, сприяють досягненню високих результатів у ковзанярському спорті.
Спорткомплекс розташований в урочищі Медеу на північному схилі Заілійського Алатау, в мальовничій долині річки Кіші Алмати (Мала Алматинка), яка відноситься до басейну Ілі озера Балхаш. Найбільш значний вплив на клімат Медеу, як і всього північного схилу Алатау, має яскраво виражена гірсько-долинна інверсія температур, що являє собою підвищення температури повітря взимку до максимуму на висотах 1 500 — 1 650 метрів. Це явище пов'язане з тим, що холодне повітря взимку намагається зайняти найнижчі ділянки земної поверхні, поступово скочуючись до підніжжя гір. У результаті середня нічна температура січня в районі Медеу підвищується до -8,0°С. Зими на Медеу досить м'які: середня температура січня піднімається тут до -4,9°С. Період мінусової температури складає п'ять — сім місяців на рік.
На схилах гір навколо ковзанки переважає хвойний ліс з домішкою широколистяних порід і чагарників: тянь-шанська ялина, зустрічається осика, глід, горобина, береза.
Відстань від Алмати до спортивного комплексу Медеу — близько 15 кілометрів.
М'який клімат, оптимальної рівень сонячної радіації, невисокий атмосферний тиск, відсутність сильних вітрів і чиста льодовикова вода забезпечують ковзанці широку популярність. Від руйнівного впливу селевих потоків «Медеу» захищає однойменна гребля, побудована в кінці 1960-х років і розташована на південь від ковзанки.

## Історія

### 1949—1968, природна ковзанка
Будівництво спортивного комплексу почалося у 1949 році. На східній терасі Мохнатої сопки поблизу Алмати був вирівняний майданчик під висотний льодовий стадіон. Стадіон являв собою стандартне крижане спортивне поле, оточене в три ряди дерев'яними лавками. Ковзанка відносилася до розряду високогірних — льодове поле розташовувалося на висоті 1691 метрів над рівнем моря.
4 лютого 1951 року на «Медеу» пройшли перші офіційні Всесоюзні змагання. Майже на всіх ковзанярських дистанціях були оновлені відразу республіканські, союзні, європейські та світові рекорди.
Природна ковзанка проіснувала сімнадцять зимових спортивних сезонів. До 1968 року на ковзанці «Медеу» було встановлено 47 світових рекордів. Після чого, у зв'язку з будівництвом селезахисної греблі, високогірна ковзанка «Медеу» припинила своє існування.

### 1972—2000, ковзанка зі штучним покриттям

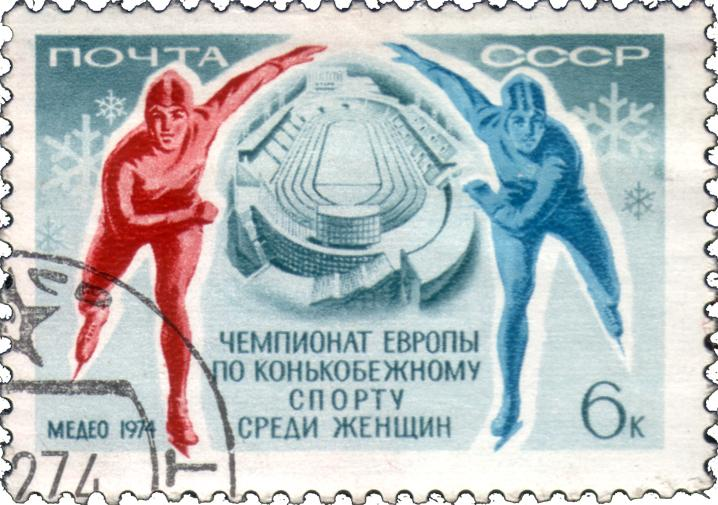
Радянська марка, випущена до V Чемпіонату Європи з ковзанярського спорту серед жінок. Спорткомплекс «Медеу». 1974

6 січня 1970 Президія Ради Міністрів СРСР прийняла Постанову про будівництво на «Медеу» штучної ковзанярської доріжки. Високогірний спортивний комплекс «Медеу» зі штучним покриттям був побудований за два роки і 28 грудня 1972 року введений в експлуатацію.
Арена ковзанки розташована на залізобетонній плиті, під якою прокладено 170 км труб із холодоагентом. Із боку головного під'їзду і північних воріт льодова арена має багатоярусний пандус і сходи червоного граніту у вигляді гірських скель. Із зовнішнього боку над входом до комплексу — барельєф «Ковзанярі» (автори — художники Я. Німец і В. Константинов). Технічні дані ковзанки «Медеу» дозволяли зберігати лід на ковзанярських доріжках майже весь рік. Місткість на трибунах нової високогірної ковзанки «Медеу» склала 12500 місць. За унікальний проект авторська група, — архітектори В. Кацев, А. Кайнарбаєв, І. Косогов; головні конструктори С. Матвєев, М. Плахотников, Ш. Челідзе; інженери Е. Ліхтенштейн, В. Вдовіченко та інші фахівці, — у 1975 році була удостоєна Державної премії СРСР.
У 1973 році, в перший рік експлуатації ковзанки, із 375 найкращих результатів сезону у світі (у чоловіків і жінок на всіх дистанціях і в сумі класичного і спринтерського багатоборств) 249 були показані на «Медеу» і тільки 126 — на всіх інших ковзанках світу разом узятих. Упродовж двох зимових спортивних сезонів 1973/74 і 1974/75 років «Медеу» повернув собі усі світові рекорди. Оновлений «Медеу» був визнаний найкращою ковзанкою світу і мав цей титул майже двадцять років. До середини 1990-х на ньому було встановлено понад 200 світових рекордів. Крім ковзанярських змагань, на ковзанці проводились чемпіонати СРСР з хокею з м'ячем (російський хокей, англ. bandy), чемпіонати світу з мотоперегонів на льоду — спідвею.

### 2001—2016, після реконструкції
У XXI столітті «Медеу» неодноразово реконструювався.
У 2001—2002 роках була проведена реконструкція ковзанки, повністю замінена холодильна установка і трубопроводи охолодження. На ковзанці стали проводити великі міжнародні змагання — першості Європи, Кубок європейських чемпіонів, чемпіонати світу з ковзанярського спорту серед студентів, міжнародні змагання між найсильнішими ковзанярськими командами світу.
Під час підготовки до Зимових Азійських ігор 2011 року «Медеу» зазнав серйозного переобладнання. На стадіоні відбулася заміна більшості інженерно-технічних систем, установлена нова холодильна станція для охолодження льоду, змінені системи освітлення та озвучення. Було встановлено нове мультимедійне табло площею 200 м² від компанії Billboard Video (США), яке дозволяє відображати результати спортивних ігор, транслювати телепрограми, тематичні та рекламні ролики. Місткість глядацьких трибун зменшена до 8500 місць. Реконструйовано медико-відновлювальний і прес-центри. Також побудований касовий вузол, установлена система турнікетів і квиткування, система пожежної безпеки, площа в готельному комплексі збільшена на 400 місць. Побудований фітнес-центр площею 3400 м². Створений музей ковзанки, де є світлини, медалі та особисті речі відомих спортсменів.
Сьогодні проект має переважно туристичну спрямованість. На льодовій арені ковзанки одночасно можуть кататися від 3 до 4 тисяч осіб. Оновлений прокатний фонд ковзанів становить 2500 пар. У сезон 2014/2015 ковзанку відвідало 335 тисяч ковзанярів, що є рекордним показником. Абсолютний рекорд за один день в сезоні 2014/2015 склав 7500 осіб.
У майбутньому планується провести ряд змін на території «Медеу» — розглядається питання щодо реконструкції і обладнання «Медеу» дахом, яке має як прибічників модернізації заради проведення в Алмати великих міжнародних змагань, так і противників, які виступають проти зміни вигляду історичного об'єкта.

## Найбільші змагання і знаменні події на ВСК «Медеу»

### Радянська доба

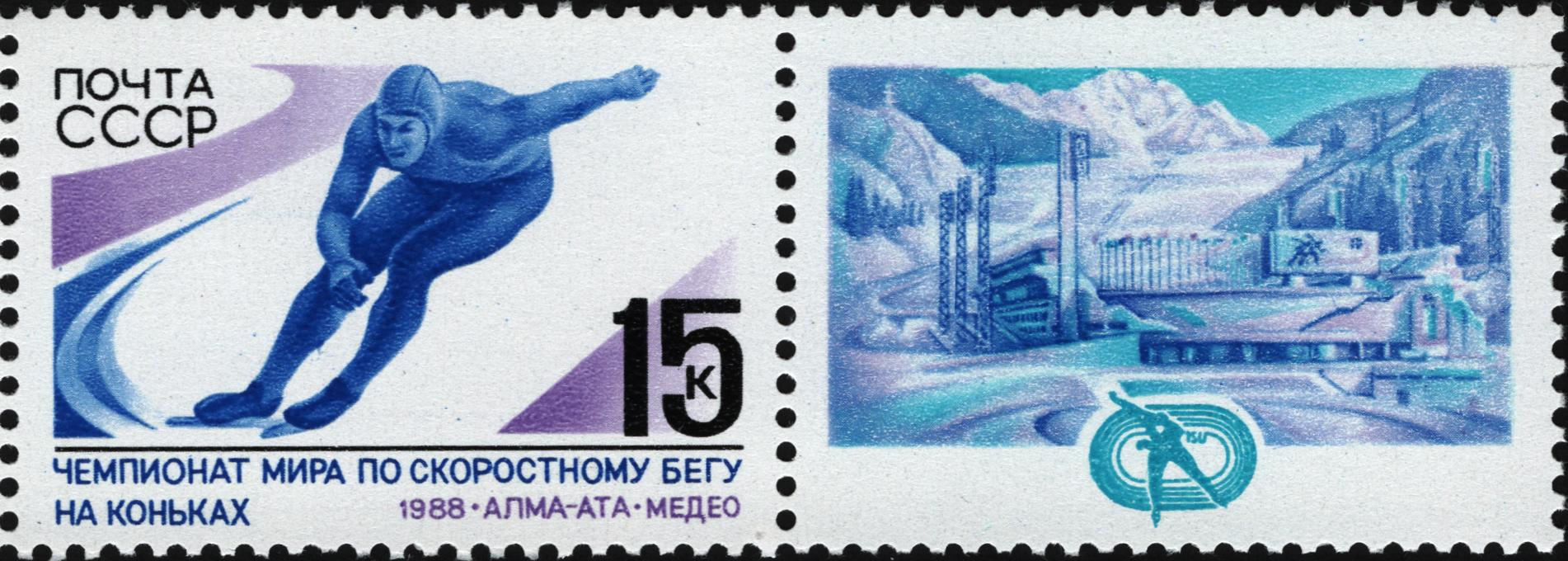
Радянська марка, випущена до Чемпіонату світу з ковзанярського спорту 1988 року. Спорткомплекс «Медеу». Алма-Ата

- 1974 — V чемпіонат Європи з ковзанярського спорту серед жінок
- 1977 — Чемпіонат СРСР з хокею з м'ячем
- 1977 — Кубок європейських чемпіонів з хокею з м'ячем
- 1984 — IX чемпіонат Європи з ковзанярського спорту серед жінок
- 1988 — 81-й чемпіонат світу з ковзанярського спорту в класичному багатоборстві серед чоловіків
- 1989 — фінал особистого чемпіонату світу з мотоперегонів на льоду
- 1990 — фінал командного чемпіонату світу з мотоперегонів на льоду
- 1990 — Чемпіонат СРСР з хокею з м'ячем

### Незалежний Казахстан
- З 1990 до 2004 року щоліта на «Медеу» проводився естрадний конкурс «Голос Азії» («Азія Дауиси»)
- У 2011 році на «Медеу» проходили змагання «Азіади-2011» — VII Зимових Азійських ігор, пройшли змагання з хокею з м'ячем
- У 2012 році пройшли ігри 32-го чемпіонату світу з хокею з м'ячем
- 2014 року — чемпіонат світу з ковзанярського спорту серед студентів

## Технічні характеристики льодового поля

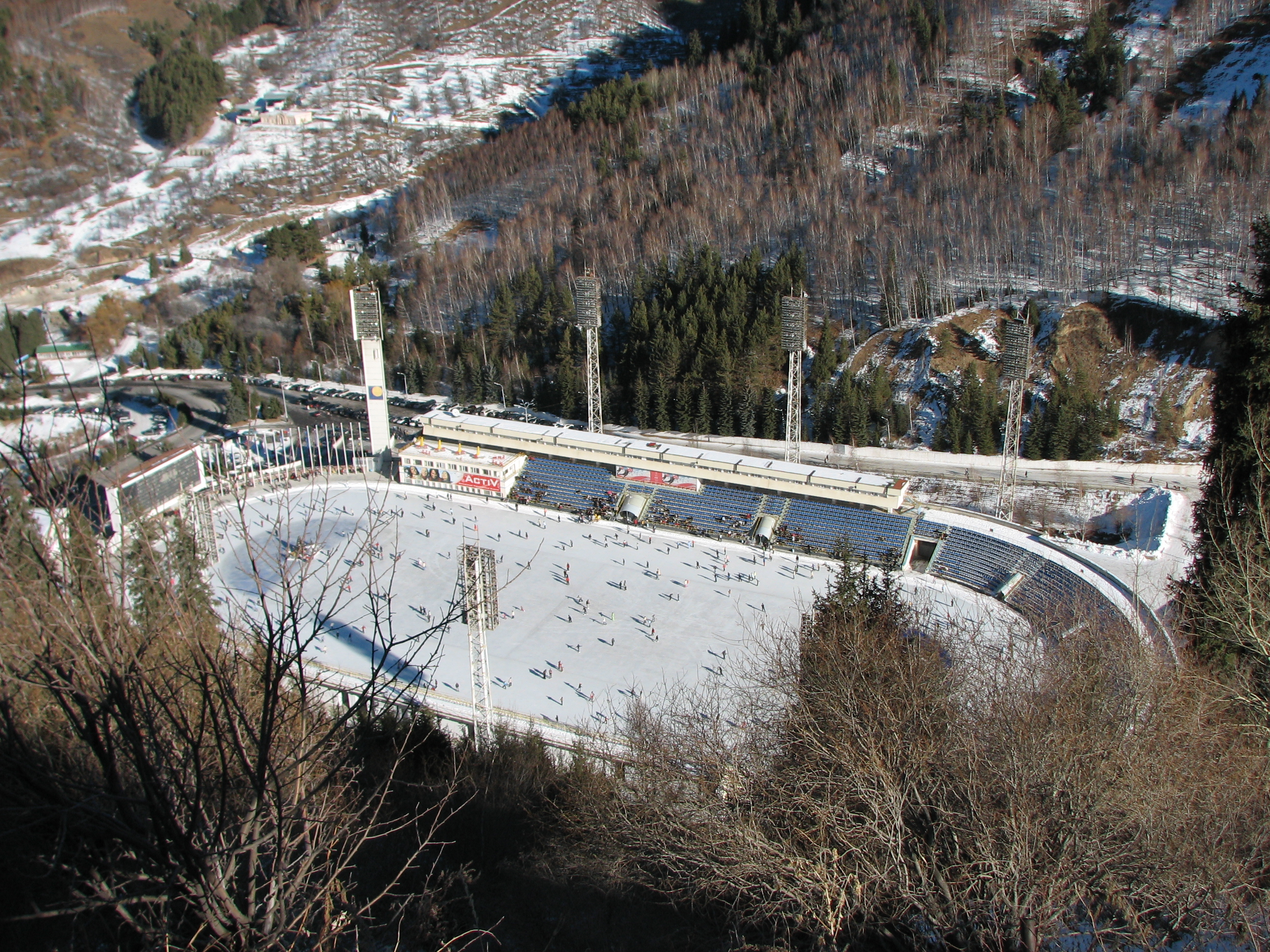
Катання на ковзанці «Медеу». 2005

Площа штучного льодового поля спорткомплексу — 10,5 тисяч квадратних метрів. Товщина льодового покриття на ковзанці становить 2-3 метри. У поверхню льоду вбудовані залізобетонні пластини, у яких розподілено 170 км охолоджувальних труб. Система штучного заморожування льоду працює при температурі від +16°С до -35°С.
За ніч холодильне устаткування, яке розміщене в двох великих павільйонах, устигає повністю виробити лід на наступний день. П'ять холодильних агрегатів охолоджують етиленгліколь, який подається на поле для початку «варіння» льоду. Бетонне покриття заливається шаром води. Потім лід фарбується білою фарбою. Після чого знову заливається вода, а лід вирівнюється і шліфується спеціальною технікою. Лід заливають гарячою водою — вона швидше замерзає, ніж холодна. Вода надходить із центральної радіально-фільтрувальної станції (розташована трохи вище стадіону) куди стікає льодовикова вода, яка перед заливкою проходить кілька етапів очищення від домішок на холодильній станції. Холодильна станція розташована в машинному відділенні та охолоджує лід ковзанки: холодну температуру безпосередньо під ареною ковзанки підтримують чотири компресорних установки німецького виробництва загальною потужністю 4 МВт.
Товщина льодової поверхні в залежності від призначення варіюється від 3-5 см для ковзанярського спорту до 30 см для спідвею. Для масового (неспортивного) катання на арену «Медеу» заливають 7-8 сантиметрів льоду.

## Режим роботи
Високогірний спортивний комплекс «Медеу» працює з жовтня по травень щодня з 10:00 до 16:00, а також з 18:00 до 23:00. З 16:00 до 18:00 — технічна перерва. Вартість тільки входу на високогірну ковзанку «Медеу» становить 1800 теньге, прокат однієї пари ковзанів для дорослих на 2 години — 1000 тг, дитячих ковзанів (до 12 років) — одна пара на 2 години — 500 тг.